# Jakob Kahn
Jakob Kahn (* 17. Januar 1878 in Mannheim; † 8. November 1948 in Singen) war ein deutscher Schneider, Expedient und Politiker.

## Leben
Jakob Kahn war ein Expedient in Schwetzingen und Parteisekretär in Singen. Im Jahre 1908 war er Parteiangestellter der Sozialdemokratischen Partei in Schwetzingen. Außerdem vertrat er von 1909 bis 1921 die SPD in der Zweiten Kammer der Badischen Ständeversammlung und im Badischen Landtag. Er wurde Stadtverordneter und später SPD-Sekretär in Singen. Kahn war jüdischer Herkunft und beteiligte sich an politischen Aktionen. Nach 1933 wurde er wiederholt inhaftiert, zuletzt am 22. August 1944 in der Aktion Gewitter. Als „Mischling 1. Grades“ war er von der Deportation der badischen Juden im Oktober 1940 in das Internierungslager Gurs nicht betroffen.